# Csokoládébarna HT
A Csokoládébarna HT (E155) (más néven Brown HT, Chocolate Brown HT, Food Brown 3, vagy C.I. 20285) egy barna színű, a kőszénkátrányból szintetikus úton előállított színezőanyag.
Élelmiszer-színezékként általában a kakaó vagy a karamell helyettesítésére használják. Megtalálható csokoládétortákban, tejtermékekben, sajtokban, joghurtokban, gyümölcs- és halételekben, lekvárokban és más ételekben. Ausztráliában szinte az összes csokoládéízű tejtermékben megtalálható.
Aszpirin-érzékenyeknél és más érzékenységben szenvedőknél, valamint asztmásoknál allergiás tüneteket okozhat.
Ausztráliában, Belgiumban, Dániában, Franciaországban, Németországban, az USA-ban, Norvégiában, Svédországban és Svájcban használatát betiltották.